# Росводоканал
Росводоканал (сокр. РВК) — российская компания, крупнейший в стране частный оператор централизованных систем водоснабжения и водоотведения. Полное наименование — ООО «Управляющая компания „Региональные объединенные системы „Водоканал““». Штаб-квартира компании расположена в Москве.

## История
Компания основана в 1949 году. 30 июля датировано постановление Совета министров СССР об образовании наладочно-ремонтного треста «Оргводоканал», который начал фактическую деятельность в октябре того же года. Трест разрабатывал проекты и управлял строительством систем водоснабжения, канализации и очистки сточных вод по всей стране.

## Собственники и руководство
С 2003 года владельцем компании является «Альфа-Групп». В 2018 году  «Альфа-Групп» вела переговоры о продаже 100% оператора водоснабжения с французской компанией Veolia, но ни эта сделка, ни сделка по продаже миноритарной доли консорциуму Veolia и РФПИ так и не были реализованы.

### Генеральные директоры
- Игорь Медведев (2003—2006)
- Юрий Ширманкин (апрель-июнь 2006)
- Игорь Иванов (2006—2007)
- Александр Малах (2007—2009)
- Пётр Золотарёв (2010—2011)[2]
- Михаил Шнейдерман (2011—2013)
- Игорь Удовиченко (2013—2014)
- Виктор Благовещенский (2014—2015)
- Михальков Антон (с июня 2015)[3]

## Деятельность
Под управлением компании «Росводоканал» работают двенадцать региональных водоканалов России, обслуживающих свыше 7,2 млн потребителей в пяти федеральных округах, городах-миллионниках и крупных промышленных центрах: Архангельске, Барнауле, Воронеже, Краснодаре, Липецке, Омске, Оренбурге, Орске, Тихорецке, Томске, Тюмени и Южно-Сахалинске. Предприятия группы ежегодно подают в сеть более 700 млн м³ воды и принимают на очистку 650 млн м³ стоков. Общая протяженность эксплуатируемых сетей превышает 24 тыс. км.
Общий объем инвестиционных программ, выполняемых до 2016 года, составляет около 20 млрд рублей. В рамках этого финансирования реализуются крупные инвестиционные проекты в Краснодаре, Тюмени, Барнауле, Омске, Оренбурге, Воронеже.
В 2010 году «Росводоканал» упоминается в ведущих деловых СМИ России в связи с инициативой Президента РФ о создании инфраструктурного фонда прямых инвестиций.
16 ноября 2011 года Европейский банк реконструкции и развития (ЕБРР) и группа компаний «Росводоканал» подписали кредитное соглашение о предоставлении 1,5 млрд рублей. Первый вице-президент ЕБРР Варел Фримен сообщил, что это уже второе соглашение: первый кредит ЕБРР в размере 1,5 млрд рублей компания привлекла в 2008 году. Таким образом, общий объем кредитных средств, предоставленных ЕБРР «Росводоканалу», составил 3 млрд рублей. Эти средства направлены на модернизацию инфраструктуры в городах присутствия «Росводоканала» (Тюмень, Оренбург, Барнаул, Омск, Краснодар).
По состоянию на конец 2013 года «Росводоканал» занимает более 5 % российского рынка водоснабжения и водоотведения и 24 % рынка водоснабжения и водоотведения, обслуживаемого частными операторами.
Михаил Мень, руководитель Министерства строительства и ЖКХ РФ, в 2014 году назвал опыт ООО «РВК-Воронеж» (входит в ГК «Росводоканал») ярким примером успешного ГЧП в сфере ЖКХ.
В 2020 году была завершена деофшоризация — из состава холдинга были исключены все предприятия, находящиеся в иностранной юрисдикции.

### Рейтинговые оценки
- Рейтинговое агентство «Эксперт РА» в 2024 году присвоило  ООО УК «Водоканал» рейтинговую оценку ruA+ со стабильным прогнозом, в 2025 году рейтинг был подтверждён[8].

## Достижения и признание
- В 2010 году в рейтинге российской версии журнала Forbes компания заняла 166-е место[9] в списке 200 крупнейших непубличных компаний России. В этом же номере журнала деятельность компании была освещена в редакционном материале «Повелители воды»[10].
- В 2010 году компания впервые была включена в рейтинг Эксперт-400[11]. В рейтинге крупнейших компаний по объёму реализации ГК «Росводоканал» находится на 365 месте[12].
- В 2011 году международное исследовательское агентство Frost&Sullivan признало «Росводоканал» лучшей компанией года в сфере водно-коммунального хозяйства России.[13].
- В 2013 году «Росводоканал» вошел в топ-10 наиболее значимых проектов государственно-частного партнерства в Европе, Средней Азии и на Ближнем Востоке.[14]

## Сообщества
- В 2009 году ГК «Росводоканал» стала одним из учредителей НСВ — Национального союза водоканалов — некоммерческой структуры, способствующей внедрению эффективных моделей по управлению воднокоммунальным хозяйством[15].
- «Росводоканал» также является одним из учредителей Российского водного общества и участником Российской ассоциации водоснабжения и водоотведения (РАВВ)[16].
- В 2011 году «Росводоканал» присоединился к Социальной хартии российского бизнеса (РСПП)[17].
- ГК «Росводоканал» — член российской сети Глобального договора ООН[18].